# Крейчман, Феликс Семёнович
Феликс Семёнович Крейчман (род. 8 июня 1949, Тирасполь, Молдавская ССР) — экономист, хозяйственный деятель, доктор экономических наук (2000), профессор.

## Биография
Отец — Семён Филиппович Крейчман (1925—1988), участник Великой Отечественной войны, инвалид 1-й группы, директор сокового цеха Тираспольского завода детского питания; мать — Анна Львовна Крейчман (1926—2013). Дед был председателем колхоза в селе Глиное Слободзейского района Молдавской АССР, погиб на фронте в боях под Сталинградом.
Окончил Всесоюзный заочный энергетический техникум (ВЗЭТ) в Москве (1973) и Куйбышевский плановый институт (1979). С 1967 года работал на тираспольском заводе Электромаш (старший инженер, начальник цеха, заместитель директора, в 1992—2012 годах — генеральный директор завода). Кандидатскую диссертацию по теме «Хозяйственный механизм мотивации эффективного труда в условиях народного предприятия» защитил в 1998 году.
Основные научные труды в области теории менеджмента и планирования.
Депутат Верховного Совета Приднестровской молдавской республики, заместитель председателя комиссии Верховного Совета по внешней политике и международным связям (2001). Член совета директоров предприятий Республики при Президенте Приднестровской Молдавской Республики.
Женат. Имеет двух дочерей.

## Базовое образование
- 1973 год – ВЗЭТ (г. Москва) диплом с отличием.
- 1979 год – Куйбышевский плановый институт по специальности «инженер-экономист» (г. Куйбышев).
- 1988 год – Международная школа организаторов производства (г. Москва).
- 1998 год – степень кандидата экономических наук (г. Москва).
- 2000 год – степень доктора экономических наук (г. Москва).

## Трудовая деятельность
1967-2012 - Научно-производственное закрытое акционерное общество «Электромаш»:
- старший инженер, начальник бюро ПДО
- начальник цеха, начальник производства
- заместитель генерального директора по производству

с 1992-2012 года – генеральный директор
2008-2015 года – президент Ассоциации Промышленно-торговых поставщиков электротехнического оборудования (г. Москва)

## Профессиональные компетенции
- Исследование современного состояния правового статуса, организационно-экономических условий и проблем развития предприятий с собственностью работников исходя из отечественного и зарубежного опыта.
- Анализ современных теорий стратегического управления и выявление возможностей и способов применения принципов и подходов стратегического управления в деятельности предприятия с собственностью работников.
- Разработка комплексной программы научно-практического реформирования деятельности акционерных предприятий и эффективной организации управления в условиях рыночных отношений.
- Разработка и реализация концепции эффективного управления предприятием.
- Разработка механизмов оценки эффективности управления собственностью через функционально-ориентированную схему распределения акций, ранжированную систему оплаты труда, систему показателей, позволяющих определить степень индивидуальной и коллективной ответственности за результаты деятельности предприятия.
- Разработка организационно-управленческих программ, обеспечивающих непрерывное повышение конкурентоспособности выпускаемой продукции.
- Разработка и внедрение новых подходов к кадровой политике в условиях перехода к рынку.
- Руководство разработкой более 150 нормативных документов (методик, положений) в части реализации программ эффективного управления на основе системы сбалансированных показателей (ССП) оценки эффективности и мотивации персонала.

## Наиболее значимые научные работы
1. Основные направления научно-практического реформирования деятельности предприятий в условиях переходного периода к рыночной экономике, 1995г
2. Основные направления научно-практического реформирования деятельности акционерных предприятий и эффективной организации управления в условиях рыночных отношений, 2000г
3. Реформирование отношений собственности – путь к повышению эффективности деятельности предприятий, «Управление собственностью», Москва, 2007 г.
4. Время эффективных собственников, «Вестник Российской академии естественных наук», Москва, 2007г
5. Жилищная политика НП ЗАО «Электромаш»
6. Реформирование отношений собственности на предприятиях. «Экономика и управление собственностью», г.Москва, 2009
7. Проблемы коллективного управления ресурсом совместного пользования (по работам Нобелевского лауреата 2009 года Э. Остром) «Менеджмент и бизнес-администрирование №2, г.Москва, 2010г
8. Пленарные доклады на Международных научных форумах 12 июля 2005г – заседание секции по развитию предприятий с собственностью работников Совета по развитию малого и среднего предпринимательства при Председателе Совета Федерации Федерального собрания Российской Федерации г.Москва – доклад «Эффективное управление предприятием на основе демократизации собственности»
9. 5-я Международная конференция «Корпоративная социальная ответственность и этика бизнеса», проводимой ФГОУ ВПО «Финансовая академия при Правительстве Российской Федерации», г.Москва – доклад «Роль мотивации менеджеров в обеспечении развития предприятия»
10. Международная научно-практическая конференция «Повышение эффективности корпоративной собственности в России», ФГОУ ВПО «Южный Федеральный университет», Центральным экономико-математическим институтом Российской академии наук, г.Ростов-на-Дону – доклад «Демократизация собственности и проблемы эффективного управления предприятием»
11. VII Международная конференция «Корпоративная социальная ответственность и этика бизнеса», Финансовый университет при Правительстве Российской Федерации, г.Москва – доклад «Корпоративная социальная ответственность и ее роль в разрешении социальных проблем».
12. Круглый стол в Государственной Думе Российской Федерации «О создании и деятельности самоуправляемых предприятий с собственностью работников» - доклад «Демократизация собственности и проблемы эффективного управления предприятием».
13. Экопром-2013: Эффективное управление предприятием в условиях глобальной экономики.
14. Первый съезд Национального союза коллективных предприятий РФ, Государственная Дума РФ: Демократизация собственности и проблемы эффективного управления предприятием (2017 год).

## Преподавательская деятельность
2000-2013 года – профессиональная подготовка и переподготовка руководителей высшего (топ-менеджеров) и среднего уровня по направлениям:
- эффективное управление предприятием в рыночной экономике
- антикризисное управление производственным предприятием
- стратегическое управление предприятием
- эффективный маркетинг предприятия в современных условиях
- построение эффективной финансовой политики предприятия

## Монографии
- Эффективная организация управления акционерными предприятиями в условиях рынка. М.: Финстатинформ, 2000. — 316 с.
- Концептуальные основы влияния налога на добавленную стоимость на ценовую политику предприятий — экспортёров стран СНГ. Тирасполь, 2001.
- Эффективное управление предприятием на основе демократизации собственности. М.: Финансы и статистика, 2004. — 369 с.
- Эффективное управление предприятием на основе демократизации собственности. 2-е изд. М.: Высшая школа приватизации и предпринимательства (ВШПП), РАЕН, 2009. — 527 с. — 3000 экз.
- Время эффективных собственников — РАЕН — 2004
- Время эффективных собственников (2-е издание) — РАЕН — 2010

## Участие в государственных и общественных академиях, научных обществах
- Академик Украинской Академии экономической кибернетики, г. Киев.
- Действительный член Украинской Академии наук национального прогресса, г. Киев
- Член-корреспондент международной Академии организационных наук г. Москва.
- Академик МАНЭБ
- Действительный член РАЕН

## Награды
- Орден Республики (1996)
- медаль «За трудовую доблесть» (1994)
- Заслуженный работник Республики (1999)
- Орден «Трудовой Славы» (2002)
- Государственная премия за цикл научно-исследовательских экономических работ и практических разработок в условиях перехода в рынку (2002)
- Орден Почёта (2004)
- Орден «За заслуги» II степени (2007)
- Орден «За заслуги» I степени (2009)
- Золотая медаль «За эффективное управление», учреждённая Международной кадровой академией при Совете Европы ЮНЕСКО (2000)
- Медаль «Ломоносова» МАНЭБ (2002)
- Звезда «Вернадского» I-й степени (2004)
- Медаль лауреата РАЕН «Во славу и пользу Отечества» (2006)